# Zersetzung
A Zersetzung, (tradução do alemão em português para "decomposição") era um método de tortura psicológica/perseguição de gangues usada pela inteligência da Alemanha Oriental, a Stasi (Ministerium für Staatssicherheit, "Ministério para a Segurança do Estado") . Era aplicada em opositores políticos do governo do país entre 1970 a 1980. Vários métodos eram definidos a Zersetzung, uma delas era a manipulação psicológica e o controle abusivo, para prevenir atividades antigovernamentais.
A Stasi usou psicologia operacional em sua extensa rede de entre 170.000 agentes e mais de 500.000 colaboradores informais (inoffizielle Mitarbeiter) para lançar ataques psicológicos planejados contra alvos para prejudicar sua saúde mental e reduzir as chances de uma "ação hostil" contra o estado. Entre os colaboradores estavam jovens de até 14 anos.
A Zersetzung foi aprovada durante uma diretiva para revisar as ações do Ministério da Segurança do Estado. A diretiva n.º 1/76, listava a Zersetzung, como ação legalizada pela República Democrática Alemã. 

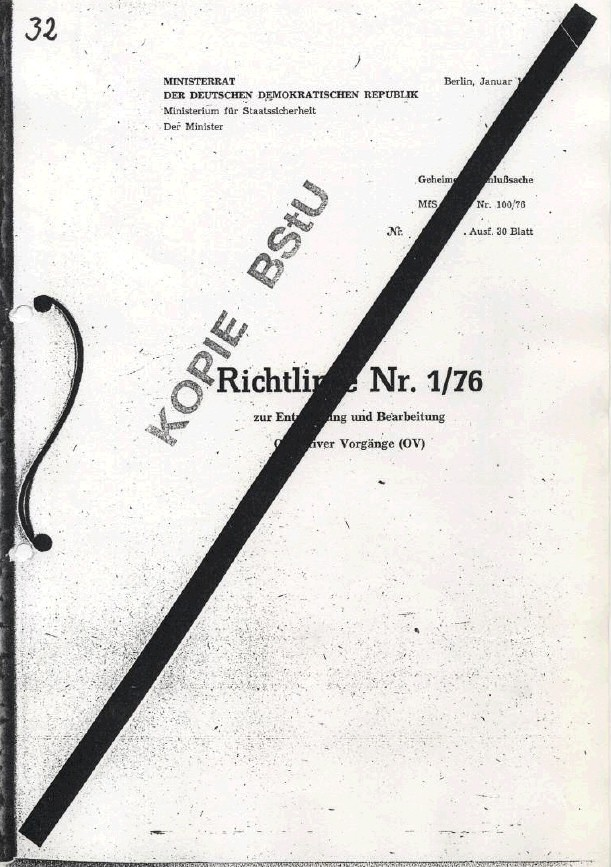
Diretiva n.º 1/76 sobre o desenvolvimento e revisão dos procedimentos operacionais, realizada em Janeiro de 1976, que delineava o Zersetzung como prática comum do Ministério da Segurança do Estado (Stasi)

De acordo com os arquivos e dados oficializados pela Stasi após o Wende, cerca de 10.000 pessoas foram classificadas como vítimas, e 5.000 tiveram danos irreversíveis, no qual desestabilizaram sua saúde psicológica, recebendo as pensões para o tratamento das vítimas do Zersetzung.